# Roger Miret
 (mars 2019).
Si vous disposez d'ouvrages ou d'articles de référence ou si vous connaissez des sites web de qualité traitant du thème abordé ici, merci de compléter l'article en donnant les références utiles à sa vérifiabilité et en les liant à la section « Notes et références ».
Roger Miret de son vrai nom Rogelio de Jesus Miret est le chanteur du groupe de hardcore new-yorkais Agnostic Front.

## Biographie
Né à La Havane, Cuba le 30 juin 1964 de parents fuyant le régime de Fidel Castro, il fut élevé à New York.  En parallèle de Agnostic Front, il est également chanteur-guitariste du groupe Roger Miret & the Disasters. Son demi-frère est le leader du groupe Madball. Bien qu'étant de la côte Est il vit désormais avec sa femme et ses enfants à Phoenix dans l'Arizona. Miret est un grand fan du groupe Rancid et de The Clash. Début des années 1990, Roger se fait arrêter pour détention de drogue, il passera quelques mois en prison et en profita pour écrire les chansons de ce que deviendra l'album "One Voice" d'Agnostic Front. 
Côté vie privée, il est marié a Emily Miret, à qui une des chansons de l'album My Riot est dédiée, et avec qui il a deux enfants. Il fut divorcé de la chanteuse du groupe Nausea Amy Miret.

## Discographie

### Agnostic Front
- United Blood (1983)
- Victim in Pain (1984)
- Cause for Alarm (1986)
- Liberty & Justice For... (1987)
- Live At CBGB (1989)
- One Voice (1992)
- Last Warning Live (1993)
- Raw Unleashed (1995)
- Something's Gotta Give (1998)
- Riot, Riot Upstart (1999)
- Dead Yuppies (2001)
- Another Voice (2004)
- Warriors (2007)
- My Life My Way (2011)
- "The American Dream Died" (2015)

### Roger Miret & the Disasters
- Roger Miret & the Disasters (2001)
- 1984 (2005)
- My Riot (2006)
- Gotta Get Up Now (2011)

### Autre apparitions
- We all bleed red sur l'album Bigger than the devil de S.O.D. (1999)
- Sur l'album World Wide War de Dodgin' Bullets (2001)
- Bella Famiglia sur l'album Pray for Them de Do or Die (2008)
- Lynch Mob sur l'album Blunt Force Trauma de Cavalera Conspiracy (2011)